# آزمایش سلول (فرار از زندان)
«آزمایش سلول» (به انگلیسی: Cell Test) سومین قسمت از فصل اول سریال فرار از زندان است که در ۵ سپتامبر ۲۰۰۵ از شبکه فاکس منتشر شد.